# Bestseller (Unternehmen)

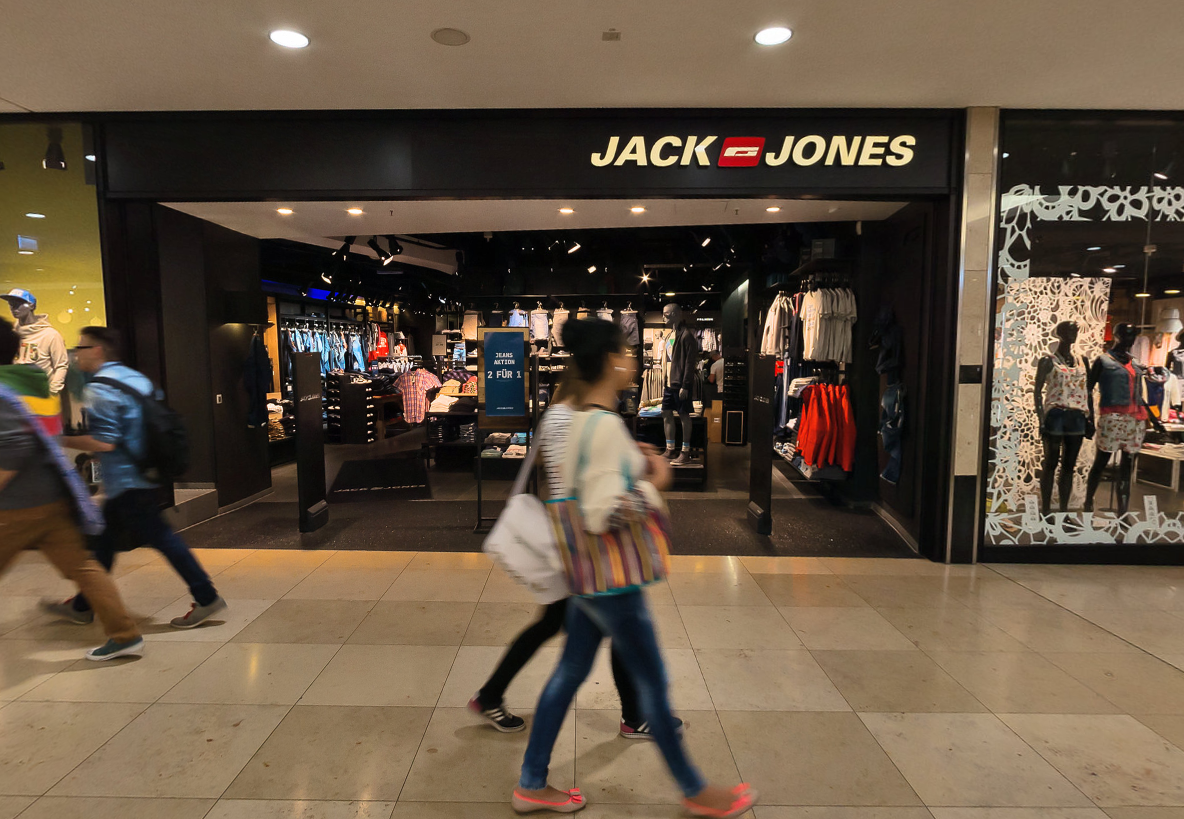
Jack & Jones-Store in der Dresdner Altmarkt-Galerie (2014)

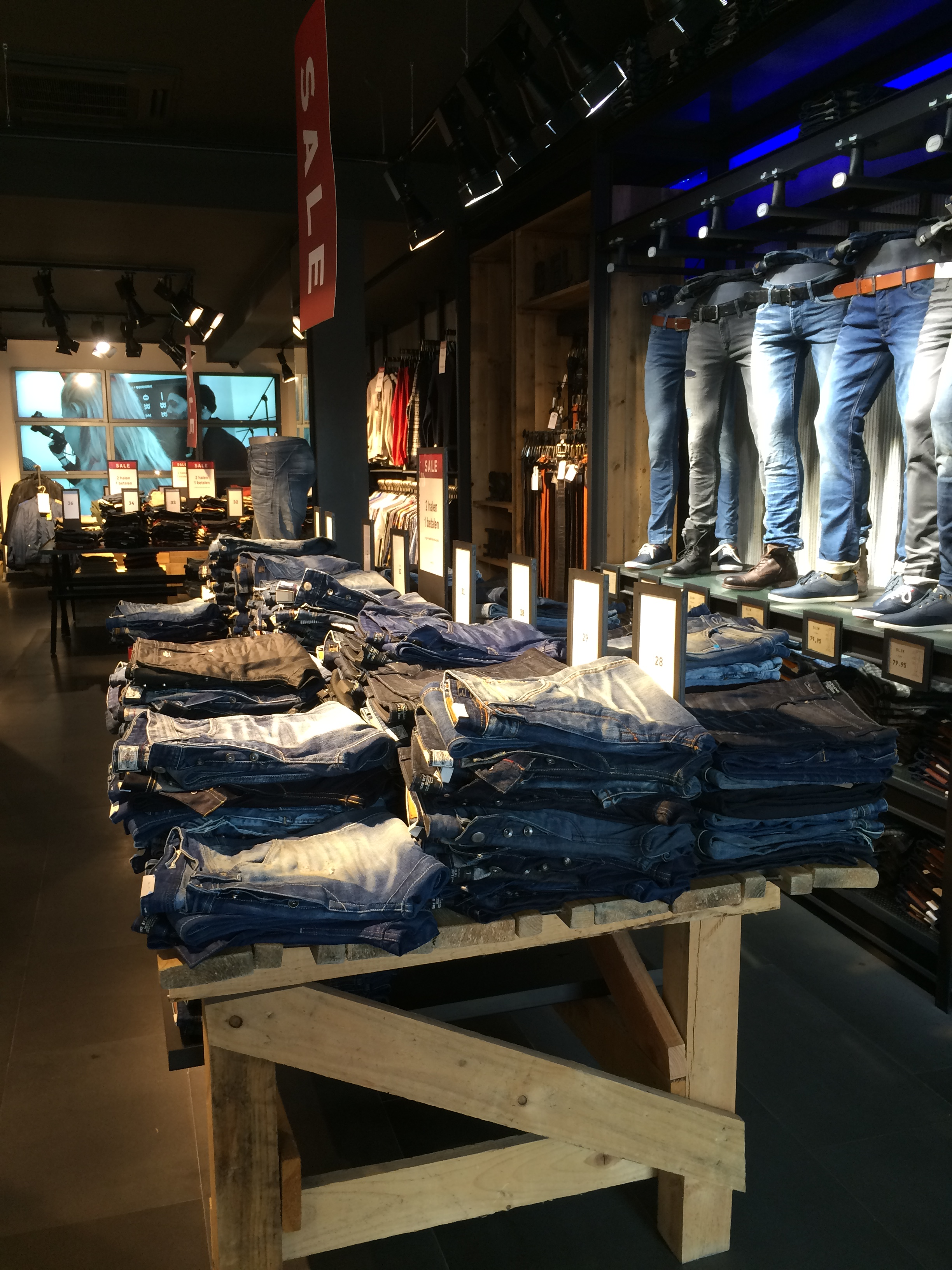
Inneneinrichtung eines Ladengeschäfts von Jack & Jones

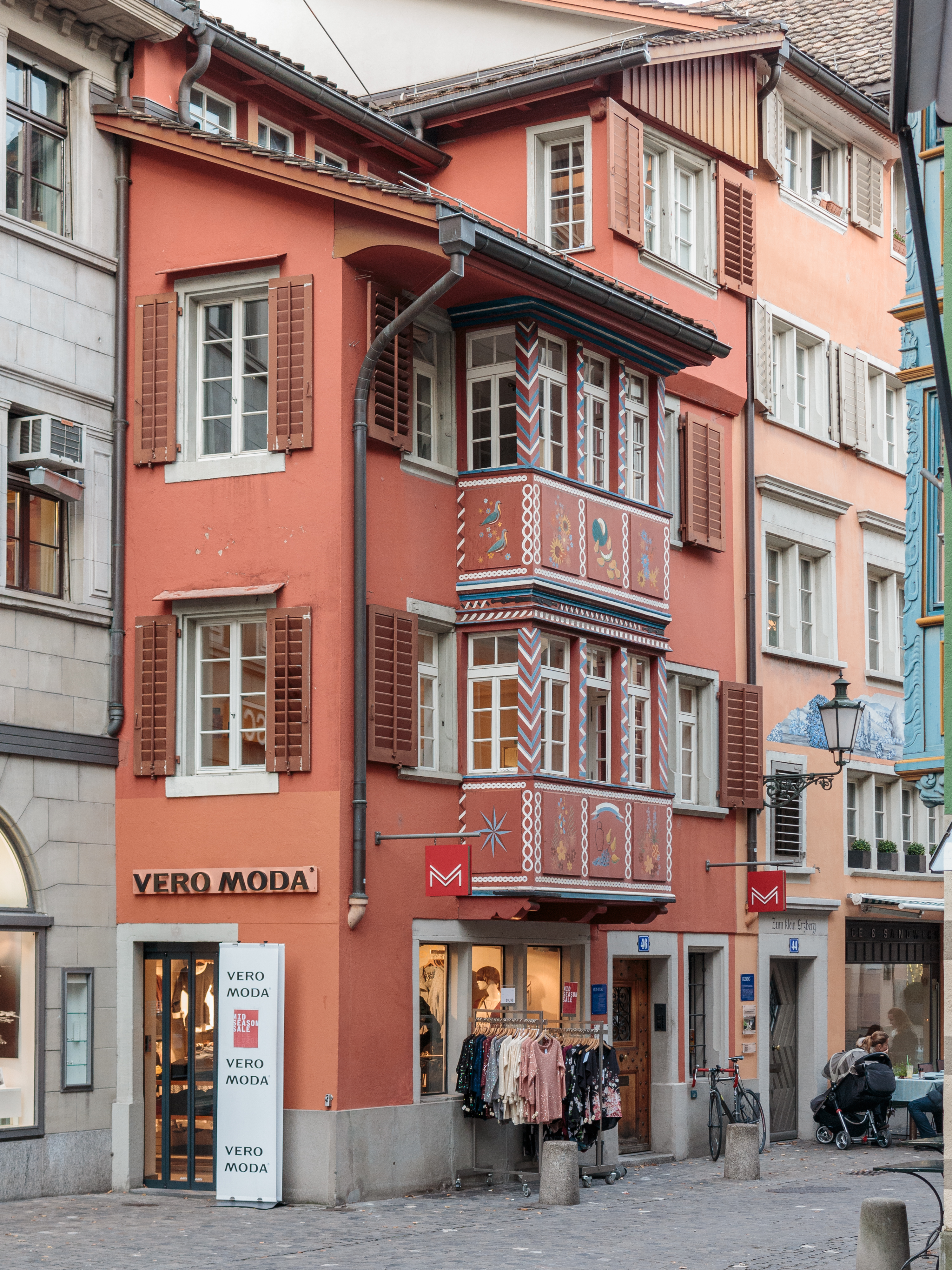
Vero Moda in Zürich

Filiale der Marke Vero Moda im Frankfurter Hessen-Center

Bestseller ist ein dänisches Einzelhandelsunternehmen für Kleidung mit Hauptsitz in der Stadt Brande. Die Bestseller-Gruppe ist öffentlich vor allem für die Modemarken Jack & Jones, Only und Vero Moda bekannt. 2019 lag sie auf Platz 14 der größten europäischen Modemarken-Anbieter. Sie gehört zu der Holding Heartland im Besitz des Bestseller-CEO Anders Holch Povlsen, die unter anderem auch Anteile an Zalando, ASOS, About You und Klarna hält.

## Geschichte
Am 1. November 1975 mietete das Ehepaar Troels Holch Povlsen (* 1949) und Merete Bech Povlsen in Ringkøbing das Damenmodegeschäft Pigalle, wo sie Kleidung aus der Fabrik Brande Jersey des Onkels Olaf Povlsen verkauften. Bald entstanden Filialen in Lemvig, Herning und Silkeborg. Nach dem Umzug nach Aarhus nannte die Familie Povlsen ihr Unternehmen Bestseller. Das Sortiment des Geschäfts wurde nach und nach auf Kinder- (1986) und Herrenbekleidung (1988) ausgeweitet. 1990 wurde die Denim-Marke Jack & Jones gegründet, im selben Jahr auf der Modemesse in Oslo vorgestellt und in einem ersten Ladengeschäft in Trondheim vermarktet. 2001 übertrug das Ehepaar ihrem ältesten Sohn Anders Holch Povlsen die Eigentümerschaft an der Bestseller-Gruppe; sie sind aber weiterhin im Vorstand aktiv. 1996 wurde das unabhängige Unternehmen Bestseller Fashion Group China gegründet, an dem Holch Povlsen 50 % der Anteile hält; weitere 50 % gehören den Unternehmensvorständen Dan Friis und Allan Warburg. Die Bestseller Fashion Group China betreibt über 7.000 Ladengeschäfte in rund 500 chinesischen Städten.
2018 betrieb sie weltweit rund 9000 Ladengeschäfte unter den Markenlogos Jack & Jones, Only und Vero Moda. 2021 war die Zahl auf 2.600 Ladengeschäfte in 38 Ländern gesunken.
Im Frühjahr 2020 brachten australische Forscher über achtzig Modemarken mit Zwangsarbeit durch Uiguren in Xinjiang in Verbindung, darunter auch Jack & Jones. Bestseller wies die Vorwürfe zurück.
Im Januar 2021 stellte Bestseller unter dem Namen The Founded eine neue Online-Präsenz vor, die von dem britischen E-Commerce-Unternehmen Braveheart International entwickelt und betrieben wird. Braveheart International gehört zu der privaten Finanzholding der Familie Holch Povlsen.

## Marken
Das Unternehmen Bestseller vertreibt über 20 Marken für unterschiedliche Kundensegmente, darunter Jack & Jones (Herren- und Jungenbekleidung und Jeans), Mamalicious (Umstandsmode), Name It (Kinderkleidung), Only (Damenoberbekleidung, Jeans), Pieces (Damenoberbekleidung, Schuhe, Accessoires), Selected Homme (Herren- und Jungenoberbekleidung), Selected Femme (Damenoberbekleidung), Vero Moda (Damenoberbekleidung), Vila (Damenoberbekleidung), Y.A.S und Y.A.S Sport.
Rund 70 % des Umsatzes erwirtschaftet die Unternehmensgruppe mit den Marken Jack & Jones, Only und Vero Moda (Stand 2018).